# Senatori della XIV legislatura della Repubblica Italiana
Questo elenco riporta i nomi dei senatori della XIV legislatura della Repubblica Italiana dopo le elezioni politiche del 2001.

## Consistenza dei gruppi
| Gruppi                                                     | Inizio | 2001 | 2002 | 2003 | 2004 | 2005 | 2006 |
| ---------------------------------------------------------- | ------ | ---- | ---- | ---- | ---- | ---- | ---- |
| Forza Italia                                               | 82     | 82   | 80   | 80   | 76   | 74   | 74   |
| Democratici di Sinistra - L’Ulivo                          | 65     | 65   | 64   | 64   | 63   | 64   | 64   |
| Alleanza Nazionale                                         | 45     | 45   | 46   | 47   | 47   | 46   | 46   |
| La Margherita - L’Ulivo                                    | 43     | 41   | 37   | 36   | 35   | 35   | 35   |
| Centro Cristiano Democratico - Cristiani Democratici Uniti | 29     | 29   | 29   | 30   | 31   | 30   | 30   |
| Lega Nord                                                  | 17     | 17   | 17   | 17   | 17   | 17   | 17   |
| Verdi - L'Ulivo                                            | 10     | 10   | 10   | 10   | 10   | 10   | 10   |
| Per le Autonomie                                           | 10     | 10   | 11   | 10   | 10   | 10   | 10   |
| Gruppo misto                                               | 23     | 23   | 27   | 27   | 30   | 34   | 34   |
| • Socialisti Democratici Italiani                          | 6      | 6    | 6    | 6    | 6    | 6    | 6    |
| • Rifondazione Comunista                                   | 4      | 4    | 3    | 3    | 3    | 4    | 4    |
| • Partito dei Comunisti Italiani                           | 2      | 2    | 2    | 2    | 2    | 2    | 2    |
| • Lega per l'Autonomia Lombarda                            | 1      | 1    | 1    | 1    | 1    | 1    | 1    |
| • Nuovo PSI                                                | 1      | 1    | 1    | 1    | 1    | 1    | 1    |
| • Partito Repubblicano Italiano                            | 1      | 1    | 1    | 1    | 1    | 1    | 1    |
| • Fiamma Tricolore                                         | 1      | 1    | 1    | 1    | 1    | 1    | 1    |
| • Movimento Territorio Lombardo                            | 1      | 1    | 1    | 1    | -    | -    | -    |
| • Libertà e Giustizia per l'Ulivo                          | 1      | 1    | 1    | 1    | 2    | 2    | 2    |
| • Unione Democratici per l'Europa                          | -      | -    | 4    | 4    | 5    | 5    | 5    |
| • Casa delle Libertà                                       | -      | -    | -    | -    | 1    | 1    | 1    |
| • Italia dei Valori                                        | -      | -    | -    | -    | -    | 2    | 2    |
| • Democrazia Cristiana per le Autonomie                    | -      | -    | -    | -    | -    | 1    | 1    |
| • Indipendente CDL                                         | -      | -    | 1    | 1    | -    | -    | -    |
| • Non iscritti                                             | 5      | 5    | 5    | 5    | 7    | 7    | 7    |
| Totale                                                     | 324    | 322  | 321  | 321  | 319  | 320  | 320  |

## Composizione storica
| Nominativo                         | Circoscrizione        | Collegio                      | Quota         | Lista di elezione                        | Gruppo                 |
| ---------------------------------- | --------------------- | ----------------------------- | ------------- | ---------------------------------------- | ---------------------- |
| Maria Chiara Acciarini             | Piemonte              | Torino 4                      | Maggioritario | L'Ulivo                                  | DS                     |
| Gianni Agnelli                     | A vita                | –                             | –             | –                                        | Per le Autonomie       |
| Antonio Agogliati                  | Emilia-Romagna        | Piacenza                      | Maggioritario | Casa delle Libertà                       | FI                     |
| Sergio Agoni                       | Lombardia             | Chiari                        | Maggioritario | Casa delle Libertà                       | LN                     |
| Maria Elisabetta Alberti Casellati | Veneto                | Padova - Selvazzano Dentro    | Maggioritario | Casa delle Libertà                       | FI                     |
| Giuliano Amato                     | Toscana               | Grosseto                      | Maggioritario | L'Ulivo                                  | Misto                  |
| Giulio Andreotti                   | A vita                | –                             | –             | –                                        | Per le Autonomie (DE)  |
| Gavino Angius                      | Umbria                | Orvieto                       | Maggioritario | L'Ulivo                                  | DS                     |
| Roberto Antonione                  | Friuli-Venezia Giulia | Gorizia                       | Maggioritario | Casa delle Libertà                       | FI                     |
| Giacomo Archiutti                  | Veneto                | Conegliano                    | Maggioritario | Casa delle Libertà                       | FI                     |
| Franco Asciutti                    | Umbria                | Perugia                       | Proporzionale | Casa delle Libertà                       | FI                     |
| Giuseppe Ayala                     | Basilicata            | Pisticci                      | Maggioritario | L'Ulivo                                  | DS                     |
| Antonio Azzollini                  | Puglia                | Molfetta                      | Maggioritario | Casa delle Libertà                       | FI                     |
| Emanuela Baio Dossi                | Lombardia             | Monza                         | Proporzionale | L'Ulivo                                  | DL (PPI)               |
| Alberto Balboni                    | Emilia-Romagna        | Ferrara                       | Proporzionale | Casa delle Libertà                       | AN                     |
| Massimo Baldini                    | Toscana               | Carrara                       | Proporzionale | Casa delle Libertà                       | FI                     |
| Fabio Baratella                    | Veneto                | Rovigo                        | Proporzionale | L'Ulivo                                  | DS                     |
| Paolo Barelli                      | Lazio                 | Guidonia Montecelio           | Maggioritario | Casa delle Libertà                       | FI                     |
| Filadelfio Guido Basile            | Sicilia               | Paternò                       | Maggioritario | Casa delle Libertà                       | FI                     |
| Franco Bassanini                   | Toscana               | Siena                         | Maggioritario | L'Ulivo                                  | DS                     |
| Marcello Basso                     | Veneto                | Venezia - San Donà di Piave   | Proporzionale | L'Ulivo                                  | DS                     |
| Stefano Bastianoni                 | Marche                | Civitanova Marche             | Proporzionale | L'Ulivo                                  | DL (RI)                |
| Giovanni Vittorio Battafarano      | Puglia                | Taranto                       | Proporzionale | L'Ulivo                                  | DS                     |
| Antonio Battaglia                  | Sicilia               | Bagheria                      | Maggioritario | Casa delle Libertà                       | AN                     |
| Giovanni Battaglia                 | Sicilia               | Ragusa                        | Proporzionale | L'Ulivo                                  | DS                     |
| Alessandro Battisti                | Lazio                 | Roma - Ostiense               | Maggioritario | L'Ulivo                                  | DL (Dem)               |
| Tino Bedin                         | Veneto                | Abano Terme                   | Proporzionale | L'Ulivo                                  | DL (PPI)               |
| Ugo Bergamo                        | Veneto                | Chioggia                      | Maggioritario | Casa delle Libertà                       | CCD-CDU (CCD)          |
| Luigi Berlinguer                   | Toscana               | Pisa                          | Maggioritario | L'Ulivo                                  | DS                     |
| Mauro Betta                        | Trentino-Alto Adige   | Trento                        | Maggioritario | SVP - L'Ulivo                            | Per le Autonomie (CM)  |
| Giampaolo Bettamio                 | Emilia-Romagna        | Rimini                        | Proporzionale | Casa delle Libertà                       | FI                     |
| Monica Bettoni Brandani            | Toscana               | Arezzo                        | Maggioritario | L'Ulivo                                  | DS                     |
| Francesco Bevilacqua               | Calabria              | Vibo Valentia                 | Maggioritario | Casa delle Libertà                       | AN                     |
| Laura Bianconi                     | Emilia-Romagna        | Cesena                        | Proporzionale | Casa delle Libertà                       | FI                     |
| Carlo Bo                           | A vita                | –                             | –             | –                                        | DL (PPI)               |
| Luigi Bobbio                       | Campania              | Castellammare di Stabia       | Maggioritario | Casa delle Libertà                       | AN                     |
| Norberto Bobbio                    | A vita                | –                             | –             | –                                        | DS                     |
| Stefano Boco                       | Toscana               | Empoli                        | Maggioritario | L'Ulivo                                  | FdV                    |
| Rossana Boldi                      | Piemonte              | Alessandria                   | Maggioritario | Casa delle Libertà                       | LN                     |
| Michele Bonatesta                  | Lazio                 | Viterbo                       | Maggioritario | Casa delle Libertà                       | AN                     |
| Massimo Bonavita                   | Emilia-Romagna        | Cesena                        | Maggioritario | L'Ulivo                                  | DS                     |
| Daria Bonfietti                    | Emilia-Romagna        | San Giovanni in Persiceto     | Maggioritario | L'Ulivo                                  | DS                     |
| Giuseppe Bongiorno                 | Sicilia               | Mazara del Vallo              | Proporzionale | Casa delle Libertà                       | AN                     |
| Willer Bordon                      | Friuli-Venezia Giulia | Trieste                       | Proporzionale | L'Ulivo                                  | DL (Dem)               |
| Leonzio Borea                      | Campania              | Agropoli                      | Maggioritario | Casa delle Libertà                       | CCD-CDU (CDU)          |
| Gabriele Boscetto                  | Liguria               | Sanremo                       | Maggioritario | Casa delle Libertà                       | FI                     |
| Francesco Bosi                     | Toscana               | Pistoia                       | Proporzionale | Casa delle Libertà                       | CCD-CDU (CCD)          |
| Guido Brignone                     | Piemonte              | Asti                          | Maggioritario | Casa delle Libertà                       | LN                     |
| Giovanni Brunale                   | Toscana               | Pontedera                     | Maggioritario | L'Ulivo                                  | DS                     |
| Massimo Brutti                     | Lazio                 | Roma - Tuscolano              | Maggioritario | L'Ulivo                                  | DS                     |
| Paolo Brutti                       | Umbria                | Perugia                       | Maggioritario | L'Ulivo                                  | DS                     |
| Ettore Bucciero                    | Puglia                | Bari Centro                   | Maggioritario | Casa delle Libertà                       | AN                     |
| Miloš Budin                        | Friuli-Venezia Giulia | Gorizia                       | Proporzionale | L'Ulivo                                  | DS                     |
| Rossano Caddeo                     | Sardegna              | Oristano                      | Proporzionale | L'Ulivo                                  | DS                     |
| Roberto Calderoli                  | Lombardia             | Albino                        | Maggioritario | Casa delle Libertà                       | LN                     |
| Luciano Callegaro                  | Friuli-Venezia Giulia | Pordenone                     | Maggioritario | Casa delle Libertà                       | CCD-CDU (CCD)          |
| Guido Calvi                        | Marche                | Fano                          | Maggioritario | L'Ulivo                                  | DS                     |
| Giulio Camber                      | Friuli-Venezia Giulia | Trieste                       | Maggioritario | Casa delle Libertà                       | FI                     |
| Renato Cambursano                  | Piemonte              | Torino 2                      | Maggioritario | L'Ulivo                                  | DL (Dem)               |
| Gianpiero Carlo Cantoni            | Lombardia             | Milano 2                      | Maggioritario | Casa delle Libertà                       | FI                     |
| Francesco Carella                  | Puglia                | Manfredonia                   | Maggioritario | L'Ulivo                                  | FdV                    |
| Valerio Carrara                    | Lombardia             | Albino                        | Proporzionale | Italia dei Valori                        | Misto / MTL            |
| Antonino Caruso                    | Lombardia             | Rozzano                       | Maggioritario | Casa delle Libertà                       | AN                     |
| Luigi Caruso                       | Sicilia               | Avola                         | Maggioritario | Casa delle Libertà                       | Misto / MSI-FT         |
| Tommaso Casillo                    | Campania              | Casoria                       | Maggioritario | L'Ulivo                                  | Misto / SDI            |
| Guglielmo Castagnetti              | Lombardia             | Lumezzane                     | Maggioritario | Casa delle Libertà                       | FI                     |
| Pierluigi Castellani               | Umbria                | Foligno                       | Maggioritario | L'Ulivo                                  | DL (PPI)               |
| Roberto Castelli                   | Lombardia             | Lecco                         | Maggioritario | Casa delle Libertà                       | LN                     |
| Mario Cavallaro                    | Marche                | Macerata                      | Maggioritario | L'Ulivo                                  | DL (PPI)               |
| Roberto Centaro                    | Sicilia               | Siracusa                      | Maggioritario | Casa delle Libertà                       | FI                     |
| Pietro Cherchi                     | Puglia                | Foggia                        | Maggioritario | Casa delle Libertà                       | CCD-CDU (CCD)          |
| Umberto Chincarini                 | Veneto                | San Bonifacio                 | Maggioritario | Casa delle Libertà                       | LN                     |
| Francesco Chirilli                 | Puglia                | Nardò                         | Maggioritario | Casa delle Libertà                       | FI                     |
| Franco Chiusoli                    | Emilia-Romagna        | Imola                         | Maggioritario | L'Ulivo                                  | DS                     |
| Amedeo Ciccanti                    | Marche                | Ascoli Piceno                 | Maggioritario | Casa delle Libertà                       | CCD-CDU (CDU)          |
| Angelo Maria Cicolani              | Lazio                 | Rieti                         | Maggioritario | Casa delle Libertà                       | FI                     |
| Melchiorre Cirami                  | Sicilia               | Sciacca                       | Maggioritario | Casa delle Libertà                       | CCD-CDU (CDU)          |
| Tommaso Coletti                    | Abruzzo               | Lanciano                      | Maggioritario | L'Ulivo                                  | DL (PPI)               |
| Giovanni Collino                   | Friuli-Venezia Giulia | Udine                         | Maggioritario | Casa delle Libertà                       | AN                     |
| Romano Comincioli                  | Lombardia             | Lodi                          | Maggioritario | Casa delle Libertà                       | FI                     |
| Luigi Compagna                     | Campania              | Caserta                       | Maggioritario | Casa delle Libertà                       | CCD-CDU (CCD)          |
| Giuseppe Consolo                   | Lazio                 | Roma - Primavalle             | Maggioritario | Casa delle Libertà                       | AN                     |
| Domenico Contestabile              | Lombardia             | Vigevano                      | Maggioritario | Casa delle Libertà                       | FI                     |
| Andrea Corrado                     | Liguria               | La Spezia                     | Proporzionale | Casa delle Libertà                       | LN                     |
| Fiorello Cortiana                  | Umbria                | Città di Castello             | Maggioritario | L'Ulivo                                  | FdV                    |
| Francesco Cossiga                  | A vita                | –                             | –             | –                                        | Misto                  |
| Rosario Giorgio Costa              | Puglia                | Casarano                      | Maggioritario | Casa delle Libertà                       | FI                     |
| Romualdo Coviello                  | Basilicata            | Lauria                        | Maggioritario | L'Ulivo                                  | DL (PPI)               |
| Carmine Cozzolino                  | Campania              | Nocera Inferiore              | Maggioritario | Casa delle Libertà                       | AN                     |
| Giovanni Crema                     | Veneto                | Chioggia                      | Proporzionale | L'Ulivo                                  | Misto / SDI            |
| Francesco Antonio Crinò            | Calabria              | Palmi                         | Maggioritario | Casa delle Libertà                       | Misto / NPSI           |
| Cesare Cursi                       | Lazio                 | Roma Centro                   | Maggioritario | Casa delle Libertà                       | AN                     |
| Euprepio Curto                     | Puglia                | Francavilla Fontana           | Maggioritario | Casa delle Libertà                       | AN                     |
| Mauro Cutrufo                      | Lazio                 | Frosinone                     | Maggioritario | Casa delle Libertà                       | CCD-CDU (CDU)          |
| Antonio D'Alì                      | Sicilia               | Marsala                       | Maggioritario | Casa delle Libertà                       | FI                     |
| Nando dalla Chiesa                 | Liguria               | Genova - Bargagli             | Maggioritario | L'Ulivo                                  | DL (Dem)               |
| Alfredo D'Ambrosio                 | Molise                | Isernia                       | Maggioritario | Casa delle Libertà                       | FI                     |
| Natale D'Amico                     | Toscana               | Livorno                       | Maggioritario | L'Ulivo                                  | DL (RI)                |
| Giampaolo D'Andrea                 | Basilicata            | Matera                        | Maggioritario | L'Ulivo                                  | DL (PPI)               |
| Franco Danieli                     | Lombardia             | Suzzara                       | Maggioritario | L'Ulivo                                  | DL (Dem)               |
| Paolo Danieli                      | Veneto                | Villafranca di Verona         | Maggioritario | Casa delle Libertà                       | AN                     |
| Corrado Danzi                      | Basilicata            | Matera                        | Proporzionale | Casa delle Libertà                       | CCD-CDU (CCD)          |
| Cinzia Dato                        | Molise                | Campobasso                    | Maggioritario | L'Ulivo                                  | DL                     |
| Riccardo De Corato                 | Lombardia             | Milano 3                      | Maggioritario | Casa delle Libertà                       | AN                     |
| Francesco De Martino               | A vita                | –                             | –             | –                                        | DS                     |
| Elidio De Paoli                    | Lombardia             | Albino                        | Proporzionale | Lega per l'Autonomia - Alleanza Lombarda | Misto / LAL            |
| Loredana De Petris                 | Lazio                 | Roma - Gianicolense           | Maggioritario | L'Ulivo                                  | FdV                    |
| Walter De Rigo                     | Veneto                | Belluno                       | Maggioritario | Casa delle Libertà                       | FI                     |
| Tana De Zulueta                    | Lazio                 | Roma Centro                   | Proporzionale | L'Ulivo                                  | DS                     |
| Franco Debenedetti                 | Piemonte              | Torino 1                      | Proporzionale | L'Ulivo                                  | DS                     |
| Giuseppe Degennaro                 | Puglia                | Bari - Bitonto                | Maggioritario | Casa delle Libertà                       | FI                     |
| Antonio Del Pennino                | Lombardia             | Milano - Sesto San Giovanni   | Maggioritario | Casa delle Libertà                       | Misto / PRI            |
| Ottaviano Del Turco                | Abruzzo               | L'Aquila                      | Proporzionale | L'Ulivo                                  | Misto / SDI            |
| Marcello Dell'Utri                 | Lombardia             | Milano 1                      | Maggioritario | Casa delle Libertà                       | FI                     |
| Mariano Delogu                     | Sardegna              | Cagliari                      | Maggioritario | Casa delle Libertà                       | AN                     |
| Vincenzo Demasi                    | Campania              | Salerno                       | Maggioritario | Casa delle Libertà                       | AN                     |
| Ida Maria Dentamaro                | Puglia                | Altamura                      | Proporzionale | L'Ulivo                                  | DL (UDEUR)             |
| Bruno Dettori                      | Sardegna              | Sassari                       | Maggioritario | L'Ulivo                                  | DL (Dem)               |
| Leopoldo Di Girolamo               | Umbria                | Terni                         | Maggioritario | L'Ulivo                                  | DS                     |
| Piero Di Siena                     | Basilicata            | Melfi                         | Maggioritario | L'Ulivo                                  | DS                     |
| Lamberto Dini                      | Toscana               | Firenze - Scandicci           | Maggioritario | L'Ulivo                                  | DL (RI)                |
| Ida D'Ippolito                     | Calabria              | Catanzaro                     | Maggioritario | Casa delle Libertà                       | FI                     |
| Anna Donati                        | Lombardia             | Mantova                       | Maggioritario | L'Ulivo                                  | FdV                    |
| Francesco D'Onofrio                | Lazio                 | Roma - Val Melaina            | Maggioritario | Casa delle Libertà                       | CCD-CDU (CCD)          |
| Maurizio Eufemi                    | Piemonte              | Settimo Torinese              | Proporzionale | Casa delle Libertà                       | CCD-CDU (CDU)          |
| Luigi Fabbri                       | Lombardia             | Pavia                         | Maggioritario | Casa delle Libertà                       | FI                     |
| Mauro Fabris                       | Emilia-Romagna        | Ravenna                       | Maggioritario | L'Ulivo                                  | DL (UDEUR)             |
| Luciano Falcier                    | Veneto                | Venezia - San Donà di Piave   | Maggioritario | Casa delle Libertà                       | FI                     |
| Antonio Falomi                     | Lazio                 | Roma - Prenestino             | Maggioritario | L'Ulivo                                  | DS                     |
| Gaetano Fasolino                   | Campania              | Battipaglia                   | Maggioritario | Casa delle Libertà                       | FI                     |
| Elvio Fassone                      | Piemonte              | Pinerolo                      | Proporzionale | L'Ulivo                                  | DS                     |
| Gian Pietro Favaro                 | Veneto                | Vittorio Veneto               | Maggioritario | Casa delle Libertà                       | FI                     |
| Pasqualino Lorenzo Federici        | Sardegna              | Sassari                       | Proporzionale | Casa delle Libertà                       | FI                     |
| Mario Francesco Ferrara            | Sicilia               | Palermo Sud                   | Maggioritario | Casa delle Libertà                       | FI                     |
| Nicodemo Francesco Filippelli      | Calabria              | Crotone                       | Maggioritario | L'Ulivo                                  | DL (UDEUR)             |
| Giuseppe Firrarello                | Sicilia               | Acireale                      | Maggioritario | Casa delle Libertà                       | FI                     |
| Domenico Fisichella                | Lazio                 | Roma - Trieste                | Maggioritario | Casa delle Libertà                       | AN                     |
| Angelo Flammia                     | Campania              | Ariano Irpino                 | Maggioritario | L'Ulivo                                  | DS                     |
| Michele Florino                    | Campania              | Napoli - Arenella             | Proporzionale | Casa delle Libertà                       | AN                     |
| Giovanni Lorenzo Forcieri          | Liguria               | La Spezia                     | Maggioritario | L'Ulivo                                  | DS                     |
| Alessandro Forlani                 | Marche                | Macerata                      | Proporzionale | Casa delle Libertà                       | CCD-CDU (CCD)          |
| Aniello Formisano                  | Campania              | Portici                       | Maggioritario | L'Ulivo                                  | DL (Dem)               |
| Michele Forte                      | Lazio                 | Terracina                     | Maggioritario | Casa delle Libertà                       | CCD-CDU (CCD)          |
| Vittoria Franco                    | Toscana               | Sesto Fiorentino              | Maggioritario | L'Ulivo                                  | DS                     |
| Paolo Franco                       | Veneto                | Schio                         | Maggioritario | Casa delle Libertà                       | LN                     |
| Aventino Frau                      | Veneto                | Verona                        | Maggioritario | Casa delle Libertà                       | FI                     |
| Giuseppe Gaburro                   | Veneto                | Abano Terme                   | Maggioritario | Casa delle Libertà                       | CCD-CDU (CDU)          |
| Antonio Gaglione                   | Puglia                | Francavilla Fontana           | Proporzionale | L'Ulivo                                  | DL (PPI)               |
| Costantino Garraffa                | Sicilia               | Palermo Centro                | Proporzionale | L'Ulivo                                  | DS                     |
| Mario Gasbarri                     | Lazio                 | Guidonia Montecelio           | Proporzionale | L'Ulivo                                  | DS                     |
| Antonio Gentile                    | Calabria              | Cosenza                       | Maggioritario | Casa delle Libertà                       | FI                     |
| Paolo Giaretta                     | Veneto                | Padova - Selvazzano Dentro    | Proporzionale | L'Ulivo                                  | DL (PPI)               |
| Fausto Giovanelli                  | Emilia-Romagna        | Reggio Emilia                 | Maggioritario | L'Ulivo                                  | DS                     |
| Antonio Franco Girfatti            | Campania              | Torre del Greco               | Proporzionale | Casa delle Libertà                       | FI                     |
| Pasquale Giuliano                  | Campania              | Aversa                        | Maggioritario | Casa delle Libertà                       | FI                     |
| Mario Greco                        | Puglia                | Monopoli                      | Maggioritario | Casa delle Libertà                       | FI                     |
| Luigi Grillo                       | Liguria               | Genova - Chiavari             | Maggioritario | Casa delle Libertà                       | FI                     |
| Lamberto Grillotti                 | Lombardia             | Cremona                       | Maggioritario | Casa delle Libertà                       | AN                     |
| Vito Gruosso                       | Basilicata            | Potenza                       | Maggioritario | L'Ulivo                                  | DS                     |
| Vittorio Guasti                    | Emilia-Romagna        | Parma                         | Proporzionale | Casa delle Libertà                       | FI                     |
| Renzo Gubert                       | Trentino-Alto Adige   | Pergine Valsugana             | Maggioritario | Casa delle Libertà                       | CCD-CDU (CDU)          |
| Furio Gubetti                      | Piemonte              | Moncalieri                    | Maggioritario | Casa delle Libertà                       | FI                     |
| Luciano Guerzoni                   | Emilia-Romagna        | Modena                        | Maggioritario | L'Ulivo                                  | DS                     |
| Paolo Guzzanti                     | Lombardia             | Brescia                       | Maggioritario | Casa delle Libertà                       | FI                     |
| Raffaele Iannuzzi                  | Lombardia             | Milano 4                      | Maggioritario | Casa delle Libertà                       | FI                     |
| Antonio Iervolino                  | Campania              | Nola                          | Maggioritario | Casa delle Libertà                       | CCD-CDU (CDU)          |
| Maria Claudia Ioannucci            | Abruzzo               | L'Aquila                      | Maggioritario | Casa delle Libertà                       | FI                     |
| Antonio Iovene                     | Calabria              | Vibo Valentia                 | Proporzionale | L'Ulivo                                  | DS                     |
| Cosimo Izzo                        | Campania              | Benevento                     | Maggioritario | Casa delle Libertà                       | FI                     |
| Domenico Kappler                   | Lazio                 | Marino                        | Proporzionale | Casa delle Libertà                       | AN                     |
| Alois Kofler                       | Trentino-Alto Adige   | Merano                        | Maggioritario | SVP                                      | Per le Autonomie (SVP) |
| Enrico La Loggia                   | Sicilia               | Palermo - Capaci              | Maggioritario | Casa delle Libertà                       | FI                     |
| Gerardo Labellarte                 | Lazio                 | Roma - Primavalle             | Proporzionale | L'Ulivo                                  | Misto / SDI            |
| Michele Lauria                     | Sicilia               | Enna                          | Proporzionale | L'Ulivo                                  | DL (PPI)               |
| Salvatore Lauro                    | Campania              | Pozzuoli                      | Maggioritario | Casa delle Libertà                       | FI                     |
| Severino Lavagnini                 | Lazio                 | Marino                        | Maggioritario | L'Ulivo                                  | DL (PPI)               |
| Giovanni Leone                     | A vita                | –                             | –             | –                                        | Misto                  |
| Ettore Liguori                     | Campania              | Agropoli                      | Proporzionale | L'Ulivo                                  | DL (PPI)               |
| Aleandro Longhi                    | Liguria               | Genova - Campomorone          | Maggioritario | L'Ulivo                                  | DS                     |
| Loris Giuseppe Maconi              | Lombardia             | Melzo                         | Proporzionale | L'Ulivo                                  | DS                     |
| Graziano Maffioli                  | Lombardia             | Cantù                         | Maggioritario | Casa delle Libertà                       | CCD-CDU (CCD)          |
| Marina Magistrelli                 | Marche                | Ancona                        | Maggioritario | L'Ulivo                                  | DL (Dem)               |
| Luciano Magnalbò                   | Marche                | Civitanova Marche             | Maggioritario | Casa delle Libertà                       | AN                     |
| Gianluigi Magri                    | Emilia-Romagna        | Bologna Centro                | Proporzionale | Casa delle Libertà                       | CCD-CDU (CCD)          |
| Guido Mainardi                     | Veneto                | Rovigo                        | Maggioritario | Casa delle Libertà                       | FI                     |
| Luigi Malabarba                    | Lombardia             | Milano 5                      | Proporzionale | Rifondazione Comunista                   | Misto / PRC            |
| Lucio Malan                        | Piemonte              | Pinerolo                      | Maggioritario | Casa delle Libertà                       | FI                     |
| Giorgio Malentacchi                | Toscana               | Carrara                       | Proporzionale | Rifondazione Comunista                   | Misto / PRC            |
| Nicola Mancino                     | Campania              | Avellino                      | Maggioritario | L'Ulivo                                  | DL (PPI)               |
| Luigi Manfredi                     | Piemonte              | Verbania                      | Maggioritario | Casa delle Libertà                       | FI                     |
| Maria Rosaria Manieri              | Puglia                | Nardò                         | Proporzionale | L'Ulivo                                  | Misto / SDI            |
| Alfredo Mantica                    | Lombardia             | Monza                         | Maggioritario | Casa delle Libertà                       | AN                     |
| Ignazio Manunza                    | Sardegna              | Oristano                      | Maggioritario | Casa delle Libertà                       | FI                     |
| Andrea Manzella                    | Emilia-Romagna        | Forlì                         | Maggioritario | L'Ulivo                                  | DS                     |
| Roberto Manzione                   | Campania              | Salerno                       | Proporzionale | L'Ulivo                                  | DL (UDEUR)             |
| Salvatore Marano                   | Campania              | Pomigliano d'Arco             | Maggioritario | Casa delle Libertà                       | FI                     |
| Cesare Marini                      | Calabria              | Corigliano Calabro            | Maggioritario | L'Ulivo                                  | Misto / SDI            |
| Luigi Marino                       | Campania              | Napoli - Ponticelli           | Maggioritario | L'Ulivo                                  | Misto / PdCI           |
| Alberto Maritati                   | Puglia                | Lecce                         | Proporzionale | L'Ulivo                                  | DS                     |
| Francesco Martone                  | Liguria               | Genova - Chiavari             | Proporzionale | L'Ulivo                                  | FdV                    |
| Giuseppe Mascioni                  | Marche                | Pesaro                        | Maggioritario | L'Ulivo                                  | DS                     |
| Alberto Felice Simone Massucco     | Piemonte              | Ivrea                         | Maggioritario | Casa delle Libertà                       | AN                     |
| Renato Meduri                      | Calabria              | Reggio Calabria               | Maggioritario | Casa delle Libertà                       | AN                     |
| Salvatore Meleleo                  | Puglia                | Lecce                         | Maggioritario | Casa delle Libertà                       | CCD-CDU (CCD)          |
| Giuseppe Menardi                   | Piemonte              | Cuneo                         | Maggioritario | Casa delle Libertà                       | AN                     |
| Renzo Michelini                    | Trentino-Alto Adige   | Rovereto                      | Maggioritario | SVP - L'Ulivo                            | Per le Autonomie (CM)  |
| Riccardo Minardo                   | Sicilia               | Ragusa                        | Maggioritario | Casa delle Libertà                       | FI                     |
| Gino Moncada Lo Giudice            | Lazio                 | Roma - Ostiense               | Proporzionale | Casa delle Libertà                       | CCD-CDU (CCD)          |
| Antonio Montagnino                 | Sicilia               | Gela                          | Proporzionale | L'Ulivo                                  | DL (PPI)               |
| Accursio Montalbano                | Sicilia               | Sciacca                       | Proporzionale | L'Ulivo                                  | DS                     |
| Cesarino Monti                     | Lombardia             | Bollate                       | Maggioritario | Casa delle Libertà                       | LN                     |
| Alberto Adalgiso Monticone         | Piemonte              | Moncalieri                    | Proporzionale | L'Ulivo                                  | DL (PPI)               |
| Esterino Montino                   | Lazio                 | Roma - Ciampino               | Proporzionale | L'Ulivo                                  | DS                     |
| Enrico Morando                     | Piemonte              | Alessandria                   | Proporzionale | L'Ulivo                                  | DS                     |
| Francesco Moro                     | Friuli-Venezia Giulia | Codroipo                      | Maggioritario | Casa delle Libertà                       | LN                     |
| Carmelo Morra                      | Puglia                | San Severo                    | Maggioritario | Casa delle Libertà                       | FI                     |
| Franco Mugnai                      | Toscana               | Grosseto                      | Proporzionale | Casa delle Libertà                       | AN                     |
| Giuseppe Mulas                     | Sardegna              | Olbia                         | Maggioritario | Casa delle Libertà                       | AN                     |
| Giovanni Murineddu                 | Sardegna              | Olbia                         | Proporzionale | L'Ulivo                                  | DS                     |
| Angelo Muzio                       | Piemonte              | Rivoli                        | Maggioritario | L'Ulivo                                  | FdV (PdCI)             |
| Domenico Nania                     | Sicilia               | Barcellona Pozzo di Gotto     | Maggioritario | Casa delle Libertà                       | AN                     |
| Pasquale Nessa                     | Puglia                | Martina Franca                | Maggioritario | Casa delle Libertà                       | FI                     |
| Gianni Nieddu                      | Sardegna              | Nuoro                         | Maggioritario | L'Ulivo                                  | DS                     |
| Giuseppe Onorato Benito Nocco      | Puglia                | Altamura                      | Maggioritario | Casa delle Libertà                       | FI                     |
| Emiddio Novi                       | Campania              | Santa Maria Capua Vetere      | Maggioritario | Casa delle Libertà                       | FI                     |
| Achille Occhetto                   | Calabria              | Cosenza                       | Proporzionale | L'Ulivo                                  | Misto / LGU            |
| Liborio Ognibene                   | Sicilia               | Gela                          | Maggioritario | Casa delle Libertà                       | FI                     |
| Lodovico Pace                      | Lazio                 | Roma - Fiumicino              | Maggioritario | Casa delle Libertà                       | AN                     |
| Maria Grazia Pagano                | Campania              | Napoli - Arenella             | Maggioritario | L'Ulivo                                  | DS                     |
| Gianfranco Pagliarulo              | Lombardia             | Milano 5                      | Proporzionale | L'Ulivo                                  | Misto / PdCI           |
| Mario Palombo                      | Lazio                 | Velletri                      | Maggioritario | Casa delle Libertà                       | AN                     |
| Gaetano Pascarella                 | Campania              | Caserta                       | Proporzionale | L'Ulivo                                  | DS                     |
| Antonio Pasinato                   | Veneto                | Bassano del Grappa            | Maggioritario | Casa delle Libertà                       | FI                     |
| Giancarlo Pasquini                 | Emilia-Romagna        | Bologna Centro                | Maggioritario | L'Ulivo                                  | DS                     |
| Stefano Passigli                   | Toscana               | Firenze Nord                  | Maggioritario | L'Ulivo                                  | DS                     |
| Andrea Pastore                     | Abruzzo               | Pescara                       | Maggioritario | Casa delle Libertà                       | FI                     |
| Celestino Pedrazzini               | Lombardia             | Como                          | Maggioritario | Casa delle Libertà                       | LN                     |
| Egidio Enrico Pedrini              | Liguria               | Savona                        | Maggioritario | L'Ulivo                                  | DL (UDEUR)             |
| Riccardo Pedrizzi                  | Lazio                 | Latina                        | Maggioritario | Casa delle Libertà                       | AN                     |
| Gaetano Antonio Pellegrino         | Campania              | Giugliano in Campania         | Maggioritario | Casa delle Libertà                       | CCD-CDU (CCD)          |
| Piero Pellicini                    | Lombardia             | Varese                        | Maggioritario | Casa delle Libertà                       | AN                     |
| Marcello Pera                      | Toscana               | Lucca                         | Maggioritario | Casa delle Libertà                       | FI                     |
| Luigi Peruzzotti                   | Lombardia             | Gallarate                     | Maggioritario | Casa delle Libertà                       | LN                     |
| Vittorio Pessina                   | Lombardia             | Bergamo                       | Maggioritario | Casa delle Libertà                       | FI                     |
| Oskar Peterlini                    | Trentino-Alto Adige   | Bolzano                       | Maggioritario | SVP - L'Ulivo                            | Per le Autonomie (SVP) |
| Pierluigi Petrini                  | Lombardia             | Brescia                       | Proporzionale | L'Ulivo                                  | DL (RI)                |
| Claudio Petruccioli                | Emilia-Romagna        | Ferrara                       | Maggioritario | L'Ulivo                                  | DS                     |
| Enrico Pianetta                    | Lombardia             | Cologno Monzese               | Maggioritario | Casa delle Libertà                       | FI                     |
| Giancarlo Piatti                   | Lombardia             | Lodi                          | Proporzionale | L'Ulivo                                  | DS                     |
| Lorenzo Piccioni                   | Piemonte              | Vercelli                      | Maggioritario | Casa delle Libertà                       | FI                     |
| Ornella Piloni                     | Lombardia             | Rozzano                       | Proporzionale | L'Ulivo                                  | DS                     |
| Ettore Pietro Pirovano             | Lombardia             | Treviglio                     | Maggioritario | Casa delle Libertà                       | LN                     |
| Antonio Pizzinato                  | Lombardia             | Milano - Sesto San Giovanni   | Proporzionale | L'Ulivo                                  | DS                     |
| Francesco Pontone                  | Campania              | Napoli Centro                 | Maggioritario | Casa delle Libertà                       | AN                     |
| Egidio Luigi Ponzo                 | Basilicata            | Lauria                        | Proporzionale | Casa delle Libertà                       | FI                     |
| Fiorello Provera                   | Lombardia             | Sondrio                       | Maggioritario | Casa delle Libertà                       | LN                     |
| Salvatore Ragno                    | Sicilia               | Messina                       | Maggioritario | Casa delle Libertà                       | AN                     |
| Franco Righetti                    | Lazio                 | Roma - Trieste                | Proporzionale | L'Ulivo                                  | DL (UDEUR)             |
| Andrea Rigoni                      | Toscana               | Carrara                       | Maggioritario | L'Ulivo                                  | DL (PPI)               |
| Natale Ripamonti                   | Lombardia             | Cologno Monzese               | Proporzionale | L'Ulivo                                  | FdV                    |
| Enrico Rizzi                       | Lombardia             | Seregno                       | Maggioritario | Casa delle Libertà                       | FI                     |
| Augusto Rollandin                  | Valle d'Aosta         | Aosta                         | Maggioritario | UV                                       | Per le Autonomie (UV)  |
| Maurizio Ronconi                   | Umbria                | Foligno                       | Proporzionale | Casa delle Libertà                       | CCD-CDU (CCD)          |
| Antonio Rotondo                    | Sicilia               | Siracusa                      | Proporzionale | L'Ulivo                                  | DS                     |
| Giuseppe Ruvolo                    | Sicilia               | Sciacca                       | Proporzionale | Democrazia Europea                       | Per le Autonomie (DE)  |
| Roberto Salerno                    | Piemonte              | Biella                        | Maggioritario | Casa delle Libertà                       | AN                     |
| Rocco Salini                       | Abruzzo               | Teramo                        | Maggioritario | Casa delle Libertà                       | FI                     |
| Cesare Salvi                       | Lazio                 | Roma - Collatino              | Maggioritario | L'Ulivo                                  | DS                     |
| Francesco Salzano                  | Campania              | Nocera Inferiore              | Proporzionale | Democrazia Europea                       | Per le Autonomie (DE)  |
| Stanislao Alessandro Sambin        | Liguria               | Savona                        | Proporzionale | Casa delle Libertà                       | FI                     |
| Sebastiano Sanzarello              | Sicilia               | Enna                          | Maggioritario | Casa delle Libertà                       | FI                     |
| Learco Saporito                    | Lazio                 | Civitavecchia                 | Maggioritario | Casa delle Libertà                       | AN                     |
| Giuseppe Scalera                   | Campania              | Torre del Greco               | Maggioritario | L'Ulivo                                  | DL (RI)                |
| Oscar Luigi Scalfaro               | A vita                | –                             | –             | –                                        | Misto                  |
| Aldo Scarabosio                    | Piemonte              | Torino 1                      | Maggioritario | Casa delle Libertà                       | FI                     |
| Renato Schifani                    | Sicilia               | Monreale                      | Maggioritario | Casa delle Libertà                       | FI                     |
| Luigi Scotti                       | Lombardia             | Melzo                         | Maggioritario | Casa delle Libertà                       | FI                     |
| Giuseppe Semeraro                  | Puglia                | Taranto                       | Maggioritario | Casa delle Libertà                       | AN                     |
| Franco Servello                    | Lombardia             | Abbiategrasso                 | Maggioritario | Casa delle Libertà                       | AN                     |
| Grazia Sestini                     | Toscana               | Arezzo                        | Proporzionale | Casa delle Libertà                       | FI                     |
| Maria Grazia Siliquini             | Piemonte              | Torino 3                      | Proporzionale | Casa delle Libertà                       | AN                     |
| Calogero Sodano                    | Sicilia               | Agrigento                     | Maggioritario | Casa delle Libertà                       | CCD-CDU (CCD)          |
| Tommaso Sodano                     | Campania              | Pomigliano d'Arco             | Proporzionale | Rifondazione Comunista                   | Misto / PRC            |
| Albertina Soliani                  | Emilia-Romagna        | Fidenza                       | Maggioritario | L'Ulivo                                  | DL (Dem)               |
| Giuseppe Specchia                  | Puglia                | Brindisi                      | Maggioritario | Casa delle Libertà                       | AN                     |
| Rosa Stanisci                      | Puglia                | Brindisi                      | Proporzionale | L'Ulivo                                  | DS                     |
| Piergiorgio Stiffoni               | Veneto                | Treviso                       | Maggioritario | Casa delle Libertà                       | LN                     |
| Domenico Sudano                    | Sicilia               | Catania - Misterbianco        | Maggioritario | Casa delle Libertà                       | CCD-CDU (CDU)          |
| Ivo Tarolli                        | Trentino-Alto Adige   | Trento                        | Proporzionale | Casa delle Libertà                       | CCD-CDU (CCD)          |
| Filomeno Biagio Tatò               | Puglia                | Andria                        | Maggioritario | Casa delle Libertà                       | AN                     |
| Paolo Emilio Taviani               | A vita                | –                             | –             | –                                        | DL (PPI)               |
| Fulvio Tessitore                   | Campania              | Napoli - Fuorigrotta          | Maggioritario | L'Ulivo                                  | DS                     |
| Helga Thaler Ausserhofer           | Trentino-Alto Adige   | Bressanone                    | Maggioritario | SVP                                      | Per le Autonomie (SVP) |
| Francesco Tirelli                  | Lombardia             | Desenzano del Garda           | Maggioritario | Casa delle Libertà                       | LN                     |
| Oreste Tofani                      | Lazio                 | Cassino                       | Maggioritario | Casa delle Libertà                       | AN                     |
| Livio Togni                        | Emilia-Romagna        | Fidenza                       | Proporzionale | Rifondazione Comunista                   | Misto / PRC            |
| Patrizia Toia                      | Lombardia             | Cinisello Balsamo             | Proporzionale | L'Ulivo                                  | DL (PPI)               |
| Antonio Tomassini                  | Lombardia             | Busto Arsizio                 | Maggioritario | Casa delle Libertà                       | FI                     |
| Giorgio Tonini                     | Toscana               | Pistoia                       | Maggioritario | L'Ulivo                                  | DS                     |
| Sergio Travaglia                   | Lombardia             | Milano 5                      | Maggioritario | Casa delle Libertà                       | FI                     |
| Flavio Tredese                     | Veneto                | Vicenza                       | Maggioritario | Casa delle Libertà                       | FI                     |
| Gino Trematerra                    | Calabria              | Castrovillari                 | Maggioritario | Casa delle Libertà                       | CCD-CDU (CCD)          |
| Tiziano Treu                       | Veneto                | Venezia - Spinea              | Maggioritario | L'Ulivo                                  | DL (RI)                |
| Gianfranco Tunis                   | Sardegna              | Carbonia                      | Maggioritario | Casa delle Libertà                       | CCD-CDU (CCD)          |
| Lanfranco Turci                    | Emilia-Romagna        | Sassuolo                      | Maggioritario | L'Ulivo                                  | DS                     |
| Sauro Turroni                      | Toscana               | Prato                         | Maggioritario | L'Ulivo                                  | FdV                    |
| Giuseppe Valditara                 | Lombardia             | Rho                           | Maggioritario | Casa delle Libertà                       | AN                     |
| Giuseppe Vallone                   | Piemonte              | Settimo Torinese              | Maggioritario | L'Ulivo                                  | DL                     |
| Antonio Gianfranco Vanzo           | Veneto                | Cittadella                    | Maggioritario | Casa delle Libertà                       | LN                     |
| Giuseppe Vegas                     | Piemonte              | Novara                        | Maggioritario | Casa delle Libertà                       | FI                     |
| Cosimo Ventucci                    | Lazio                 | Roma - Ciampino               | Maggioritario | Casa delle Libertà                       | FI                     |
| Donato Tommaso Veraldi             | Calabria              | Catanzaro                     | Proporzionale | L'Ulivo                                  | DL (PPI)               |
| Antonio Vicini                     | Emilia-Romagna        | Parma                         | Maggioritario | L'Ulivo                                  | DS                     |
| Massimo Villone                    | Campania              | Napoli Centro                 | Proporzionale | L'Ulivo                                  | DS                     |
| Bruno Viserta Costantini           | Abruzzo               | Pescara                       | Proporzionale | L'Ulivo                                  | DS                     |
| Walter Vitali                      | Emilia-Romagna        | Bologna - Casalecchio di Reno | Maggioritario | L'Ulivo                                  | DS                     |
| Luigi Viviani                      | Veneto                | Verona                        | Proporzionale | L'Ulivo                                  | DS                     |
| Carlo Vizzini                      | Sicilia               | Palermo Centro                | Maggioritario | Casa delle Libertà                       | FI                     |
| Giampaolo Zancan                   | Piemonte              | Torino 3                      | Maggioritario | L'Ulivo                                  | FdV                    |
| Tomaso Zanoletti                   | Piemonte              | Alba                          | Maggioritario | Casa delle Libertà                       | CCD-CDU (CCD)          |
| Lucio Zappacosta                   | Abruzzo               | Chieti                        | Maggioritario | Casa delle Libertà                       | AN                     |
| Sergio Zavoli                      | Emilia-Romagna        | Rimini                        | Maggioritario | L'Ulivo                                  | Misto                  |
| Guido Ziccone                      | Sicilia               | Catania Centro                | Maggioritario | Casa delle Libertà                       | FI                     |
| Alberto Pietro Maria Zorzoli       | Lombardia             | Cinisello Balsamo             | Maggioritario | Casa delle Libertà                       | FI                     |

## Modifiche intervenute

### Modifiche intervenute nella composizione dell'assemblea
| Uscente                         | Subentrante                         | Data cessazione | Data subentro | Lista di elezione             | Quota                              | Gruppo subentrante |
| ------------------------------- | ----------------------------------- | --------------- | ------------- | ----------------------------- | ---------------------------------- | ------------------ |
| Paolo Emilio Taviani            | –                                   | 18.06.2001      | –             | A vita                        | –                                  | –                  |
| Carlo Bo                        | –                                   | 21.07.2001      | –             | A vita                        | –                                  | –                  |
| –                               | Rita Levi-Montalcini                | –               | 01.08.2001    | A vita (nomina presidenziale) | –                                  | Misto              |
| Giovanni Leone                  | –                                   | 08.11.2001      | –             | A vita                        | –                                  | –                  |
| Luigi Berlinguer                | Luciano Modica                      | 24.07.2002      | 31.10.2002    | L'Ulivo                       | Maggioritario (suppletive)         | DS                 |
| Francesco De Martino            | –                                   | 18.11.2002      | –             | A vita                        | –                                  | –                  |
| Giorgio Malentacchi             | Roberto Ulivi                       | 20.11.2002      | 25.11.2002    | Casa delle Libertà            | Proporzionale (elezione annullata) | AN                 |
| –                               | Emilio Colombo                      | –               | 14.01.2003    | A vita (nomina presidenziale) | –                                  | Misto              |
| Giovanni Agnelli                | –                                   | 24.01.2003      | –             | A Vita                        | –                                  | –                  |
| Gianluigi Magri (UDC)           | Stefano Morselli                    | 06.02.2003      | 11.02.2003    | Casa delle Libertà            | Proporzionale (elezione annullata) | AN                 |
| Severino Lavagnini              | Luigi Zanda                         | 11.03.2003      | 24.06.2003    | L'Ulivo                       | Maggioritario (suppletive)         | DL                 |
| Norberto Bobbio                 | –                                   | 09.01.2004      | –             | A vita                        | –                                  | –                  |
| Patrizia Toia (DL)              | Roberto Biscardini                  | 19.07.2004      | 05.10.2004    | L'Ulivo                       | Proporzionale                      | Misto/SDI          |
| Ottaviano Del Turco (Misto/SDI) | Giovanni Legnini                    | 29.07.2004      | 05.10.2004    | L'Ulivo                       | Proporzionale                      | DS                 |
| –                               | Mario Luzi                          | –               | 14.10.2004    | A vita (nomina presidenziale) | –                                  | Misto              |
| Guido Mainardi                  | Massimo Donadi                      | 25.09.2004      | 25.01.2005    | L'Ulivo                       | Maggioritario (suppletive)         | Misto              |
| Giuseppe Degennaro              | Nicola Latorre                      | 23.10.2004      | 30.01.2005    | L'Ulivo                       | Maggioritario (suppletive)         | DS                 |
| Mario Luzi                      | –                                   | 28.02.2005      | –             | A vita                        | –                                  | –                  |
| Michele Lauria                  | Antonino Papania                    | 16.05.2005      | 20.05.2005    | L'Ulivo                       | Proporzionale                      | DL                 |
| Claudio Petruccioli             | – [art. 19, co. 2, d.lgs. 533/1993] | 14.09.2005      | –             | –                             | –                                  | –                  |
| –                               | Giorgio Napolitano                  | –               | 23.09.2005    | A vita (nomina presidenziale) | –                                  | DS                 |
| –                               | Sergio Pininfarina                  | –               | 23.09.2005    | A vita (nomina presidenziale) | –                                  | Misto              |
| Enrico Rizzi                    | – [art. 19, co. 2, d.lgs. 533/1993] | 06.12.2005      | –             | –                             | –                                  | –                  |

### Modifiche intervenute nella composizione dei gruppi

#### Forza Italia
- In data 27.06.2002 lascia il gruppo Alfredo D'Ambrosio, che aderisce all'Udeur - Popolari per l'Europa.
- In data 31.07.2002 lascia il gruppo Aventino Frau, che aderisce al gruppo Per le Autonomie.

#### Democratici di Sinistra - L'Ulivo
- In data 23.02.2004 lasciano il gruppo Tana De Zulueta e Antonio Falomi, che aderiscono alla componente dei non iscritti del gruppo misto.
- In data 09.03.2004 aderisce al gruppo Sergio Zavoli, proveniente dalla componente dei non iscritti del gruppo misto.

#### La Margherita - L'Ulivo
- In data 26.06.2002 lasciano il gruppo Ida Maria Dentamaro, Mauro Fabris, Nicodemo Filippelli e Egidio Pedrini, che costituiscono l'Udeur - Popolari per l'Europa all'interno del gruppo misto.
- In data 30.07.2003 lascia il gruppo Franco Righetti, che aderisce al gruppo Udeur - Popolari per l'Europa[2].

#### CCD-CDU: Biancofiore
- In data 13.02.2002 il gruppo cambia denominazione in Unione Democristiana e di Centro[3].
- In data 01.10.2003 aderiscono al gruppo Giuseppe Ruvolo e Francesco Salzano, provenienti dal gruppo Per le Autonomie.

#### Verdi - L'Ulivo
- Ad inizio legislatura aderisce al gruppo Angelo Muzio, proveniente dal Partito dei Comunisti Italiani.

#### Per le Autonomie
- In data 31.07.2002 aderisce al gruppo Aventino Frau, proveniente da Forza Italia.
- In data 01.10.2003 lasciano il gruppo Giuseppe Ruvolo e Francesco Salzano, che aderiscono al gruppo Unione Democristiana e di Centro.
- In data 02.10.2003 aderisce al gruppo Egidio Pedrini, proveniente dall'Udeur - Popolari per l'Europa.
- In data 06.11.2003 aderisce al gruppo Francesco Cossiga, proveniente dalla componente dei non iscritti del Gruppo Misto.

#### Gruppo misto

##### Partito dei Comunisti Italiani
- Ad inizio legislatura non aderisce al gruppo Angelo Muzio, che aderisce ai Verdi - L'Ulivo.

##### Udeur - Popolari per l'Europa
- In data 26.06.2002 si costituisce come componente del gruppo misto in seguito all'adesione di Ida Maria Dentamaro, Mauro Fabris, Nicodemo Filippelli e Egidio Pedrini, provenienti dalla Margherita - l'Ulivo.
- In data 27.06.2002 aderisce al gruppo Alfredo D'Ambrosio, proveniente da Forza Italia.
- In data 12.11.2002 lascia il gruppo Alfredo D'Ambrosio, che costituisce la componente Indipendente della Casa delle Libertà all'interno del gruppo misto[4].
- In data 30.07.2003 aderisce al gruppo Franco Righetti, proveniente dalla Margherita - l'Ulivo[2].
- In data 02.10.2003 lascia il gruppo Egidio Pedrini, che aderisce al gruppo Per le Autonomie.
- In data 22.11.2003 il gruppo cambia denominazione in Alleanza Popolare - Udeur.

##### Indipendente della Casa delle Libertà
- In data 12.11.2002 si costituisce come componente del gruppo misto in seguito all'adesione di Alfredo D'Ambrosio, proveniente dall'Udeur - Popolari per l'Europa[4].

##### Non iscritti
- Ad inizio legislatura aderiscono al gruppo Giuliano Amato, Sergio Zavoli (eletti ne L'Ulivo).
- In data 23.02.2004 aderiscono al gruppo Tana De Zulueta e Antonio Falomi, provenienti dal gruppo dei Democratici di Sinistra - L'Ulivo.
- In data 09.03.2004 lascia il gruppo Sergio Zavoli, che aderisce al gruppo dei Democratici di Sinistra - L'Ulivo.

## Organizzazione interna ai gruppi
| Gruppo                  | Presidente | Vicepresidenti | Segretari | Altre cariche |
| ----------------------- | --- | --- | --- | --- |
| Forza Italia            | - Renato Schifani | - Emiddio Novi (fino al 4.10.2001) - Enrico Rizzi (fino al 6.12.2005) - Paolo Barelli - Grazia Sestini (fino al 4.10.2001) - Maria Elisabetta Alberti Casellati (dal 5.10.2001 al 22.5.2002) - Maria Claudia Ioannucci (dal 5.10.2001) - Giuseppe Degennaro (dal 5.10.2001 al 23.10.2004) - Gianpiero Carlo Cantoni (dal 22.5.2002) - Lucio Malan (dal 15.10.2002) - Gabriele Boscetto (dal 12.4.2005) - Rosario Giorgio Costa (dal 12.4.2005 al 5.7.2005) - Luciano Falcier (dal 6.7.2005) Vicepresidente vicario: - Maria Elisabetta Alberti Casellati (dal 22.5.2002 all'11.4.2005) | - Mario Francesco Ferrara (dal 5.10.2001) | Tesoriere: - Giampaolo Bettamio (dal 5.10.2001) |
| Democratici di Sinistra | - Gavino Angius | - Massimo Brutti - Antonio Falomi (fino al 23.2.2004) - Piero Di Siena (dal 20.4.2004) - Luigi Viviani | - Tana De Zulueta (fino al 28.1.2002) - Piero Di Siena (fino al 20.4.2004) - Maria Grazia Pagano (dal 29.1.2002) - Walter Vitali (dal 20.4.2004) | Segretario amministrativo: - Loris Giuseppe Maconi |
| Alleanza Nazionale      | - Domenico Nania | - Antonio Battaglia - Francesco Bevilacqua - Luciano Magnalbò | – | – |
| La Margherita           | - Willer Bordon | - Natale D'Amico (dal 27.3.2002 al 26.7.2005) - Paolo Giaretta (fino al 27.3.2002) - Roberto Manzione Vicepresidente vicario: - Paolo Giaretta (dal 27.3.2002) | – | Segretari d'aula: - Patrizia Toia (dal 27.3.2002 al 16.10.2003) - Pierluigi Petrini (dal 16.10.2003 al 26.7.2005) - Giuseppe Vallone (dal 26.7.2005) Segretario amministrativo: - Renato Cambursano (dal 27.3.2002) |
| CCD-CDU                 | - Francesco D'Onofrio | - Maurizio Eufemi - Ivo Tarolli (dal 10.7.2001) | – | Segretario amministrativo: - Gino Trematerra |
| Lega Nord               | - Roberto Castelli (fino al 12.6.2001) - Francesco Moro (dal 13.6.2001 al 30.9.2004) - Ettore Pietro Pirovano (dal 30.9.2004) | - Francesco Moro (fino al 12.6.2001) - Luigi Peruzzotti - Francesco Tirelli (dal 13.6.2001) | – | Segretario amministrativo: - Piergiorgio Stiffoni |
| Verdi                   | - Stefano Boco | - Natale Ripamonti | - Loredana De Petris | – |
| Per le Autonomie        | - Helga Thaler Ausserhofer | – | – | – |
| Misto                   | - Cesare Marini (SDI) | - Luigi Malabarba (PRC) - Mauro Fabris (UDEUR) - Luigi Marino (PDCI) - Valerio Carrara (MTL) (fino al 3.5.2004) - Francesco Antonio Crinò (NPSI) (dal 20.10.2004) | – | – |

### Comitati direttivi
I comitati direttivi furono costituiti dai gruppi Forza Italia (dal 5.10.2001), Democratici di Sinistra, Alleanza Nazionale e La Margherita.
Forza Italia
- Guglielmo Castagnetti
- Romano Comincioli
- Lucio Malan
- Antonio Agogliati
- Gaetano Fasolino
- Ignazio Manunza
- Ida D'Ippolito
- Marcello Dell'Utri
- Flavio Tredese

Democratici di Sinistra
- Franco Bassanini
- Giovanni Battaglia
- Luigi Berlinguer (fino al 24.7.2002)
- Daria Bonfietti
- Vittoria Franco
- Antonio Pizzinato
- Bruno Viserta Costantini
- Walter Vitali (fino al 20.4.2004)

Alleanza Nazionale
- Michele Bonatesta
- Michele Florino
- Mario Palombo
- Piero Pellicini

La Margherita
- Tommaso Coletti (dal 27.3.2002 fino al 16.10.2003)
- Romualdo Coviello (dal 27.3.2002)
- Nicodemo Francesco Filippelli (dal 27.3.2002 al 25.6.2002)
- Nicola Mancino (dal 27.3.2002)
- Giuseppe Scalera (dal 27.3.2002)
- Albertina Soliani (dal 27.3.2002)
- Donato Tommaso Veraldi (dal 27.3.2002 fino al 26.7.2005)
- Bruno Dettori (dal 30.7.2005)
- Emanuela Baio Dossi (dal 16.11.2004)
- Mario Cavallaro (dal 26.7.2005)
- Antonino Papania (dal 26.7.2005)
- Luigi Zanda (dal 26.7.2005)